# Parhydraena brunovacca
Parhydraena brunovacca är en skalbaggsart som beskrevs av Perkins 2009. Parhydraena brunovacca ingår i släktet Parhydraena och familjen vattenbrynsbaggar. Inga underarter finns listade i Catalogue of Life.